# 23743 Toshikasuga
23743 Toshikasuga este un asteroid din centura principală de asteroizi.

## Descriere
23743 Toshikasuga este un asteroid din centura principală de asteroizi. A fost descoperit pe 22 mai 1998 la Stația Anderson Mesa în cadrul programului LONEOS. Asteroidul prezintă o orbită caracterizată de o semiaxă mare de 2,29 ua, o excentricitate de 0,15 și o înclinație de 6,2° în raport cu ecliptica.